# 예약녹화 코드제

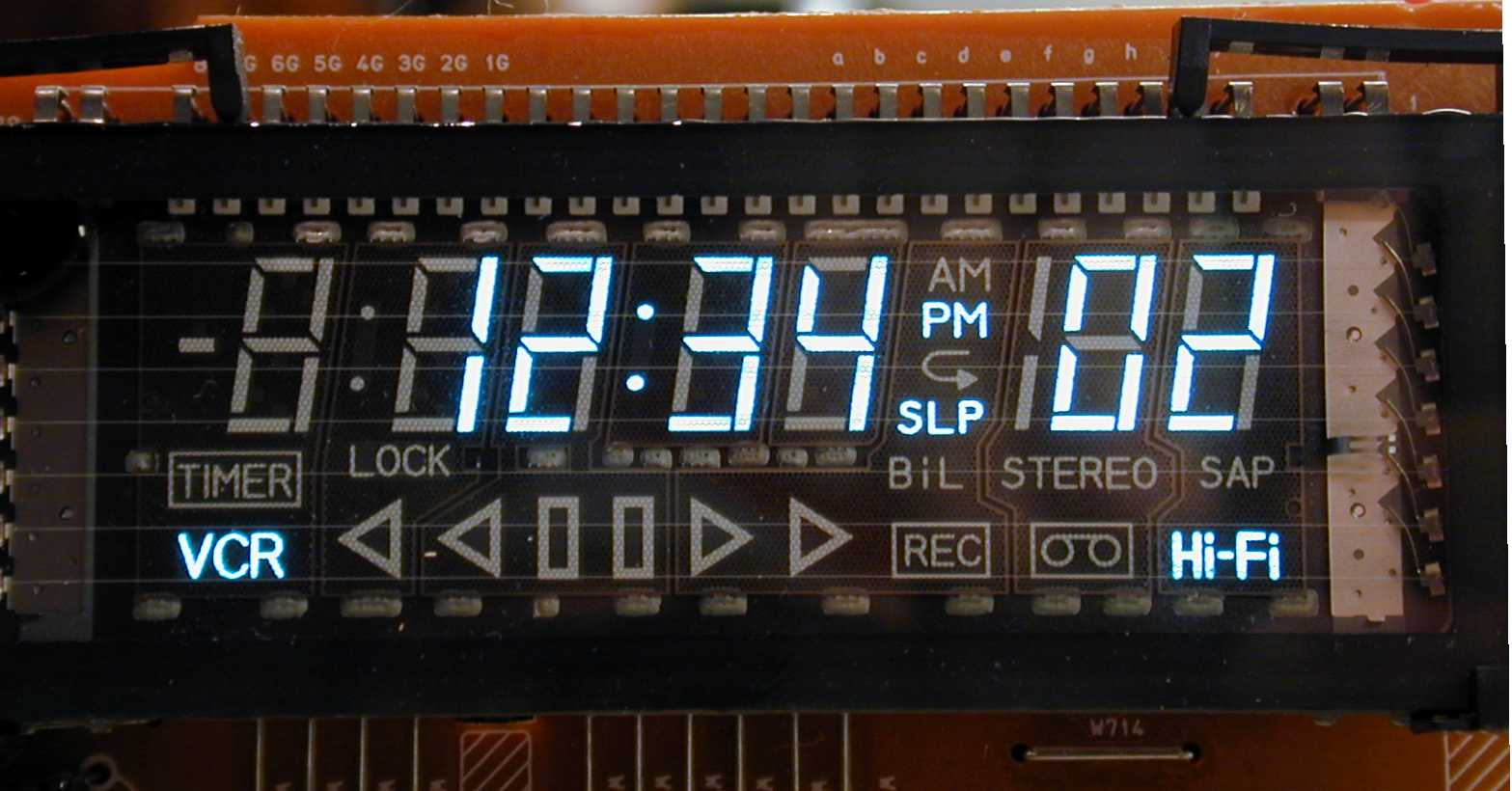

예약녹화 코드제(Video recorder scheduling code), 젬스타코드, G코드는 시청자가 보고 싶은 프로그램을 녹화할 때 10단계의 복잡한 조작절차를 거치지 않고 2 - 8자리 이내의 아라비아 숫자로 단순화하여 이 번호만 누르면 간단하게 자동으로 예약녹화할 수 있게 해놓은 것이다. 미국의 젬스타(Gemstar–TV Guide International)가 개발하였다. 1992년부터 대한민국에 보급되기 시작하여 현재는 일반화되었다.
VCR Plus+, G-Code, VideoPlus+, ShowView라는 여러 이름이 예약녹화기에 동일하게 사용되며 이 이름은 젬스타의 전신 매크로비전의 등록 상표이다.